# الحمدانية (الرقة)
الحمدانية قرية سورية تتبع ناحية معدان في منطقة مركز الرقة في محافظة الرقة. بلغ عدد سكانها 5348 نسمة في عام 2004 حسب إحصاء المكتب المركزي للإحصاء.